# Друга влада Јанка Вукотића
Друга влада Јанка Вукотића била је на власти од 12. априла 1914. до 27. августа 1915. године.

## Историја
Након избијања Првог свјетског рата и Вукотићевог ангажмана на ратишту, заступали су га министри Ристо Поповић и Мирко Мијушковић.

## Чланови владе
| Функција                                    | Слика                             | Име и презиме    | Детаљи                                                         |
| ------------------------------------------- | --------------------------------- | ---------------- | -------------------------------------------------------------- |
| Предсједник Министарског Савјета            |                                   | Јанко Вукотић    | од 3. јула 1915. Предсједник Министарског Савјета без портфеља |
| Предсједник привремени Министарског Савјета |                                   | Ристо Поповић    | од 4. јула 1914                                                |
| Привремени Министар Војни                   | од 4. јула 1914. до 3. јула 1915. | Ристо Поповић    |                                                                |
| Министар Финансија и Грађевина              |                                   | Ристо Поповић    |                                                                |
| Министар Војни                              |                                   | Јанко Вукотић    | до 3. јула 1915.                                               |
| Министар Војни                              |                                   | Машан Божовић    | од 3. јула 1915.                                               |
| Министар Правде                             |                                   | Љубомир А. Бакић |                                                                |
| Министар Иностраних Дјела                   |                                   | Петар Пламенац   |                                                                |
| Министар Унутрашњих Дјела                   |                                   | Саво П. Вулетић  |                                                                |
| Министар Просвјете и Црквених Послова       |                                   | Гаврило Церовић  |                                                                |